# San Francesco d'Assisi in estasi (Zurbarán Città del Messico)
San Francesco d'Assisi in estasi è un dipinto del pittore spagnolo Francisco de Zurbarán, realizzato nel 1638 circa, durante l'età del secolo d'oro spagnolo, in cui è raffigurato San Francesco d'Assisi in stato mistico. Attualmente è conservato nel Museo Soumaya a Città del Messico.
C'è un'altra versione di questo dipinto di Zurbarán e dello stesso periodo, che condivide molte caratteristiche con questa, datata tra il 1635 e il 1639,conservata nella National Gallery di Londra.

## Storia
Questo dipinto risale al 1638 circa, durante il quale Zurbarán visse a Siviglia mentre dipingeva la serie di dipinti dedicati alla Madonna di Guadalupe di Cáceres. Nel 1639 morì la sua seconda moglie Beatriz de Morales, a cui attribuisce una maggiore oscurità nel suo lavoro brevettuale a partire dal 1640.
Di questo periodo risalgono anche la maggior parte dei francescani sparsi per il mondo dipinti da Zurbarán, ritratti in ginocchio, in piedi e in estasi, che condividono caratteristiche simili. Sembra ipotizzabile che il dipinto sia stato realizzato per una comunità di frati minori scalzi. Il più simile, alla National Gallery di Londra, faceva parte della collezione di Luigi Filippo di Francia, e fu venduto all'asta nel 1853, sembra anche essere il caso della versione che attualmente si trova nel museo Soumaya.

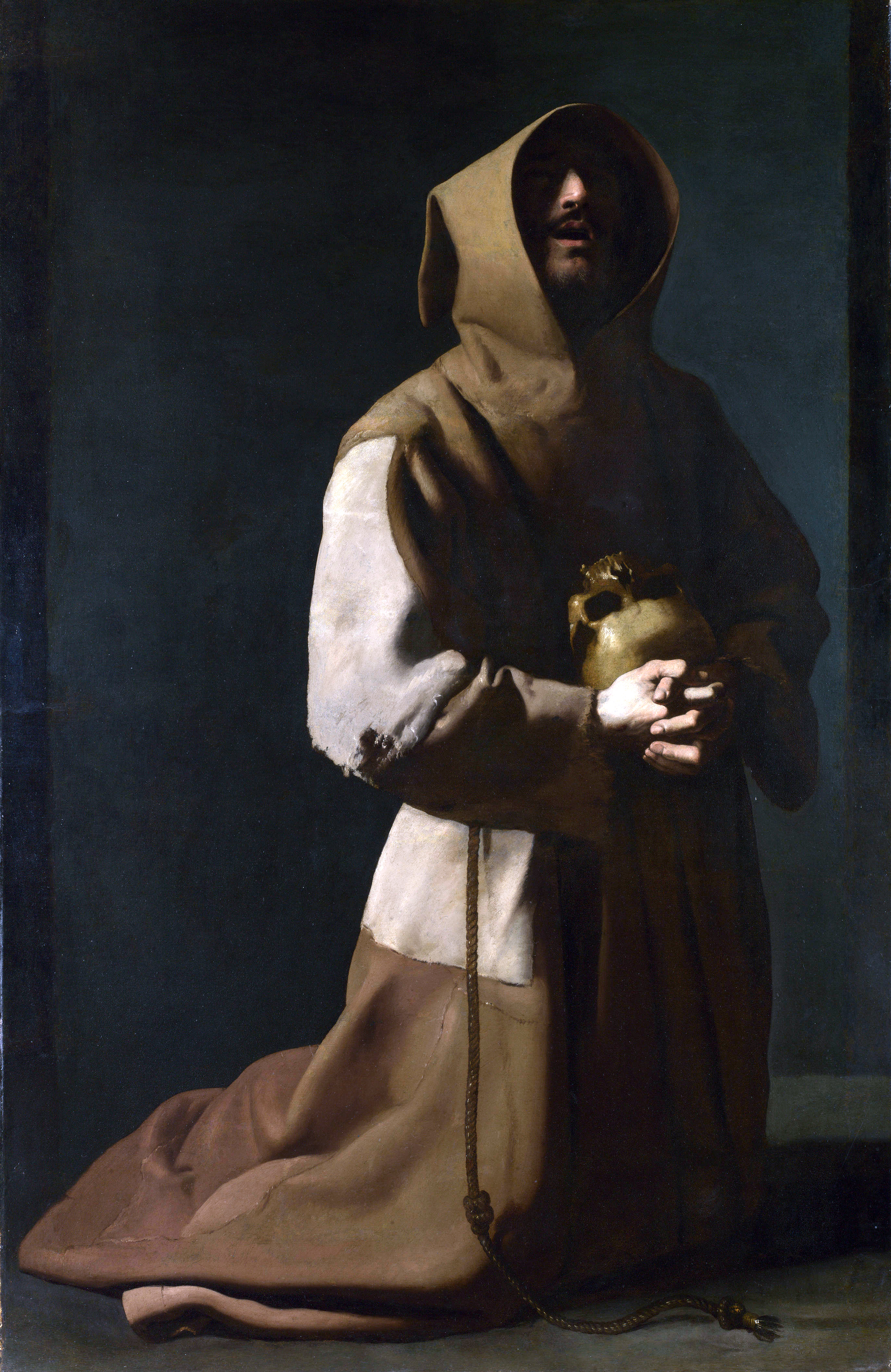
San Francesco in meditazione. Versione alla National Gallery di Londra.

## Descrizione
Il dipinto rappresenta il fondatore dell'ordine francescano sotto la linea iconografica post-tridentina, cioè in atteggiamento ascetico e in mistica contemplazione. Il dipinto ripete gli elementi usati da Zurbarán in altri francescani: il santo in preghiera, lo sguardo diretto verso il cielo, il volto coperto e quasi velato dall'ombra del cappuccio e larga parte del corpo in ombra.
In santo tiene nelle mani intrecciate vicino al petto un cranio, simbolo tradizionale di ascetismo. Il suo abito è strappato nel gomito della manica per mostrarne la povertà. Come sfondo si può vedere una costruzione e un paesaggio dove si evidenzia la Giralda, il campanile della Cattedrale di Siviglia.

## Stile
Il dipinto è un esempio del tenebrismo di Zurbarán ereditato dal Caravaggio: il pittore usa il chiaroscuro per evidenziare la serietà  e il misticismo di San Francesco. Tale tenebrismo è caratteristico della scuola pittorica sivigliana sviluppata durante l'epoca barocca.